# GKP Gorzów Wielkopolski
Pour les articles homonymes, voir GKP.
Le GKP Gorzów Wielkopolski (où GKP signifie Gorzowski Klub Piłkarski) est un club polonais de football basé à Gorzów Wielkopolski et fondé en 1996.